# Fichtelgebirgsmuseum

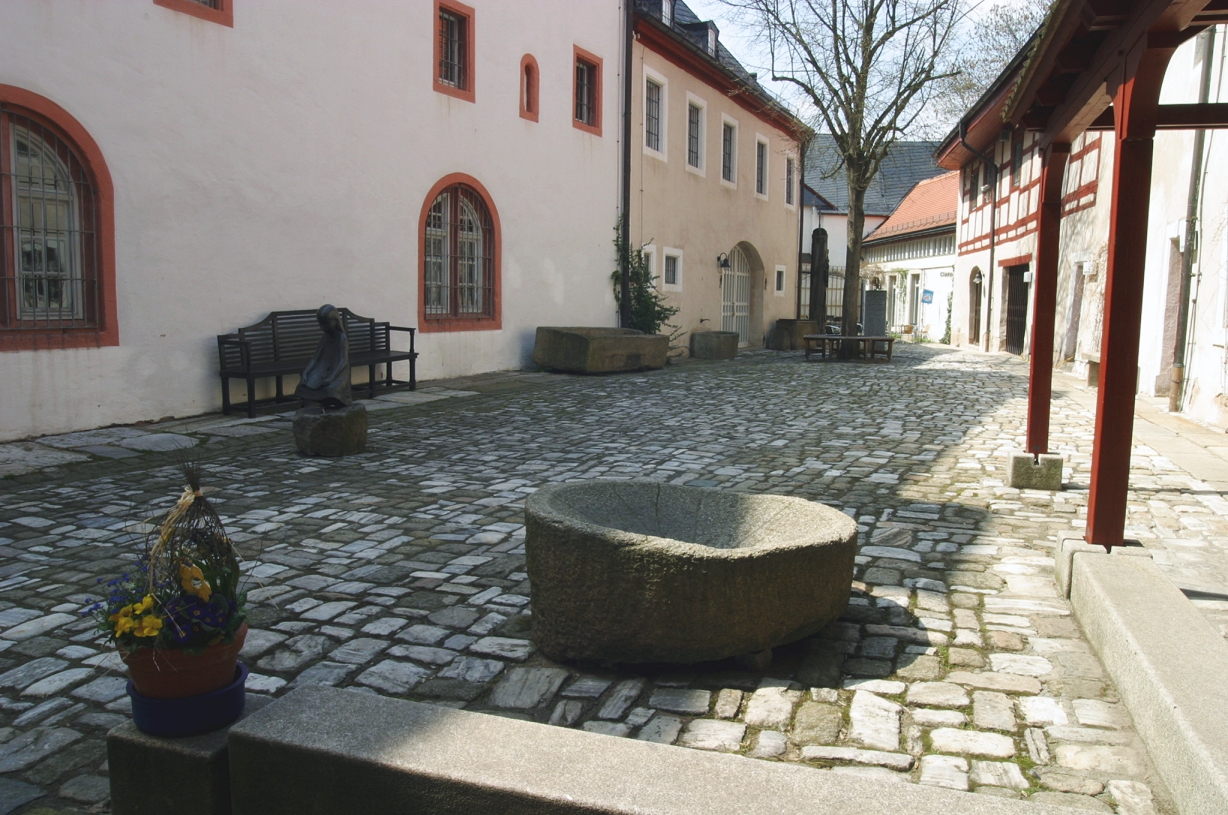
Museumsinnenhof

Das Fichtelgebirgsmuseum ist ein Regionalmuseum in Wunsiedel, früher die „Hauptstadt“ des Sechsämterlandes und heute Kreisstadt im Fichtelgebirge.

## Museum
Die ehemals angesehenen Handwerksberufe wie Zinngießer und Töpfer wurden schon im 19. Jahrhundert durch die Industrie verdrängt. Daher entstand bereits 1907 der Wunsch die alten Fertigkeiten zu bewahren. Durch den Fichtelgebirgsverein wurde das Museum verwirklicht. Seit 1964 befindet es sich in einem Trakt des im 15. Jahrhundert gegründeten Sigmund Wann-Spitals (welches die Aufgabe eines Hospitals erfüllte). In den 1980er Jahren wurden weitere Spitalgebäude umgebaut und dem Museum angegliedert, 2004 wurden die letzten beiden Häuser eröffnet. Im ersten neu dazugekommenen Gebäude sind die Abteilungen „Blaufärberei/Blaudruck“, „Kinderwelten/Spielwelten“ sowie ein für Besucher zugängliches Museumsdepot eingerichtet. Im zweiten neuen Gebäude befinden sich die Museumsbibliothek sowie Werkstätten und Funktionsräume. In nunmehr neun Häusern verfügt das Museum über weit mehr als 2500 m² Ausstellungsfläche.
Im Nordtrakt sind die Abteilungen Vorgeschichte, Geologie, Mineralogie und Bergbau untergebracht. Der Schwerpunkt liegt auf einer Mineraliensammlung mit ca. 2000 Einzelstücken, die hauptsächlich aus dem Fichtelgebirge, dem nördlichen Oberpfälzer Wald, der Münchberger Gneismasse und dem Frankenwald stammen. Im Südtrakt befinden sich die regional- und kulturgeschichtlichen Abteilungen. Besonders hervorzuheben ist dabei die Möbelsammlung, die hauptsächlich bemalte Möbel des 18. und 19. Jahrhunderts aus dem Fichtelgebirge umfasst. Über den Autor Jean Paul (1763–1825) sowie den politischen Attentäter Karl Ludwig Sand (1795–1820) – beide sind in Wunsiedel geboren – geben Dokumentationen Auskunft.

## Werkstätten
Im Erdgeschoss des Nordtrakts werden drei Werkstätten betrieben: Eine  Schmiede, eine Töpferei und eine Zinngießerei. Besucher können sich hier ein Bild der ehemals bedeutenden Handwerksberufe machen.
Schmied und Zinngießer bieten Vorführungen auf Anfrage oder zu besonderen Ereignissen an, oft z. B. zum Wunsiedler Brunnenfest.
In der Töpferei hingegen werden regelmäßig Dienstag bis Freitag vormittags vom Kunstkeramiker Fred Zimmermann Waren nach historischem Vorbild hergestellt. Daneben betreibt er einen Töpferhof in Höchstädt im Fichtelgebirge.

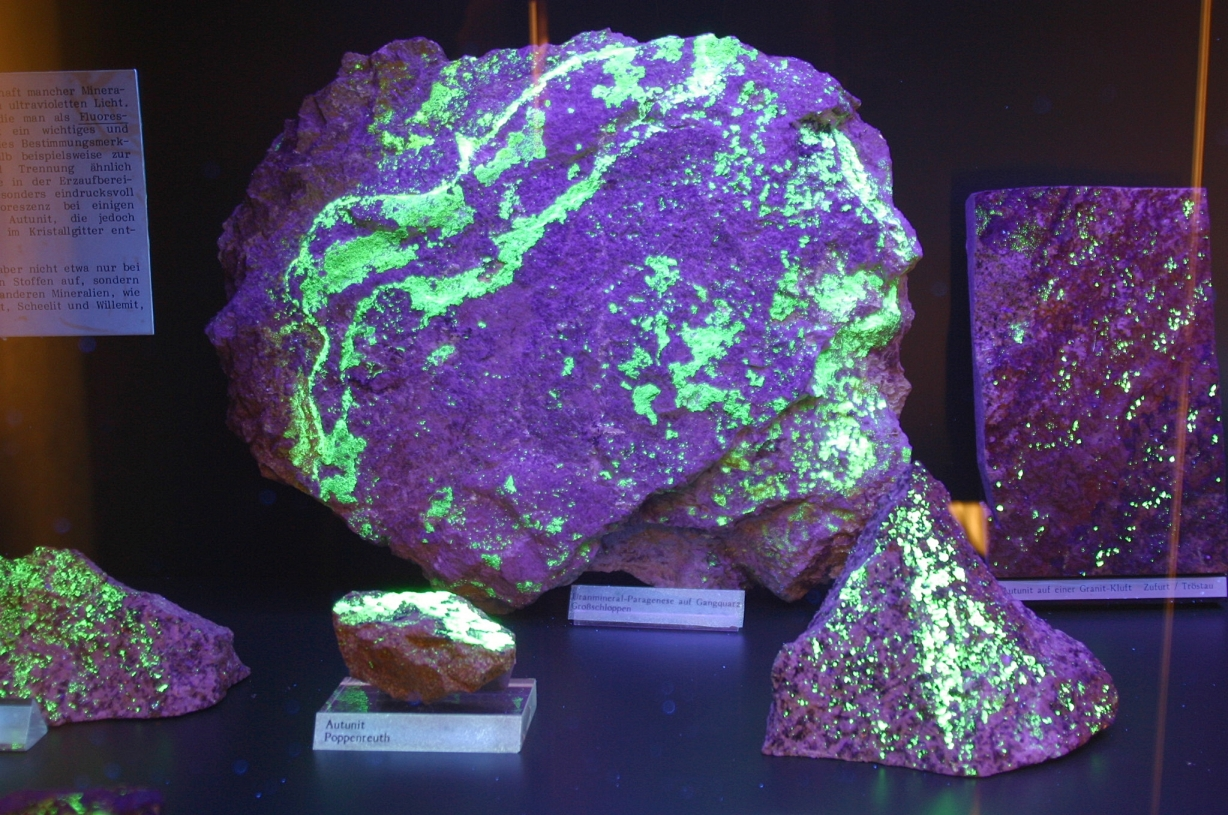
Beleuchtete Steine
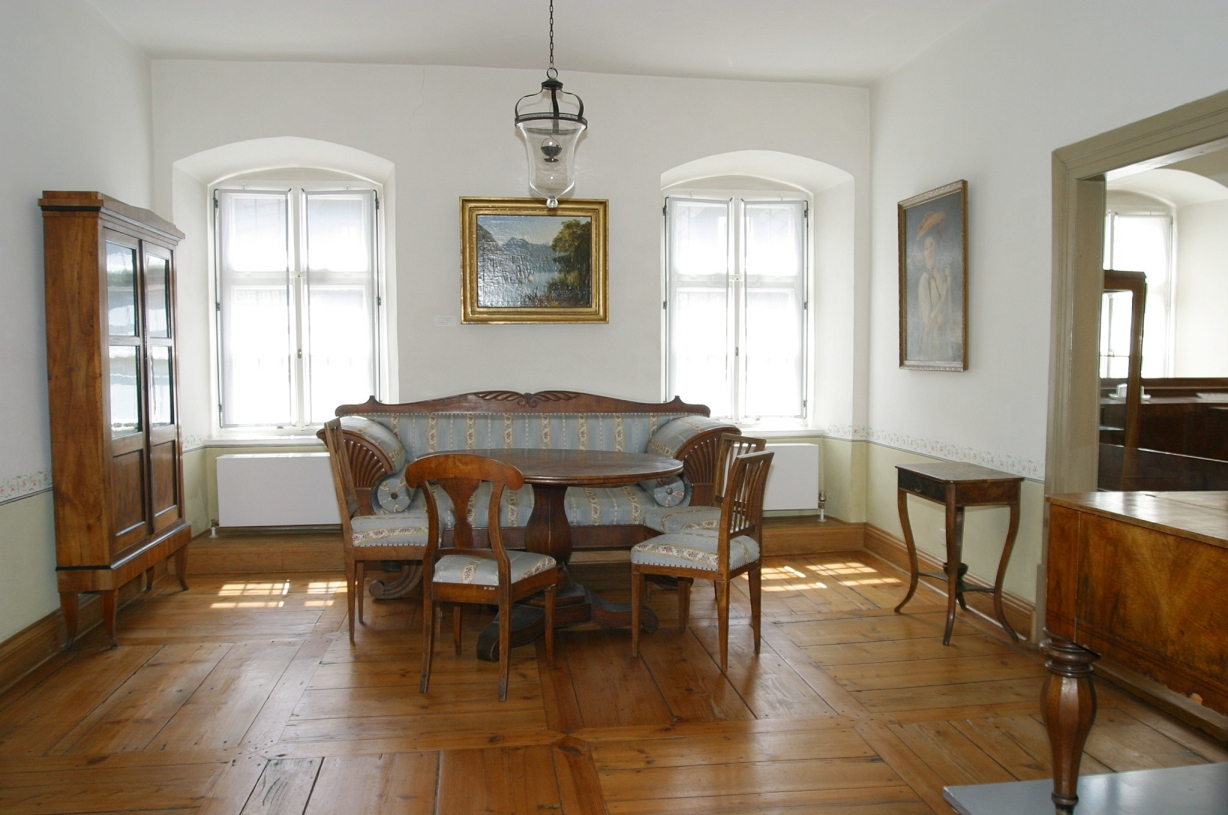
Wohnzimmer
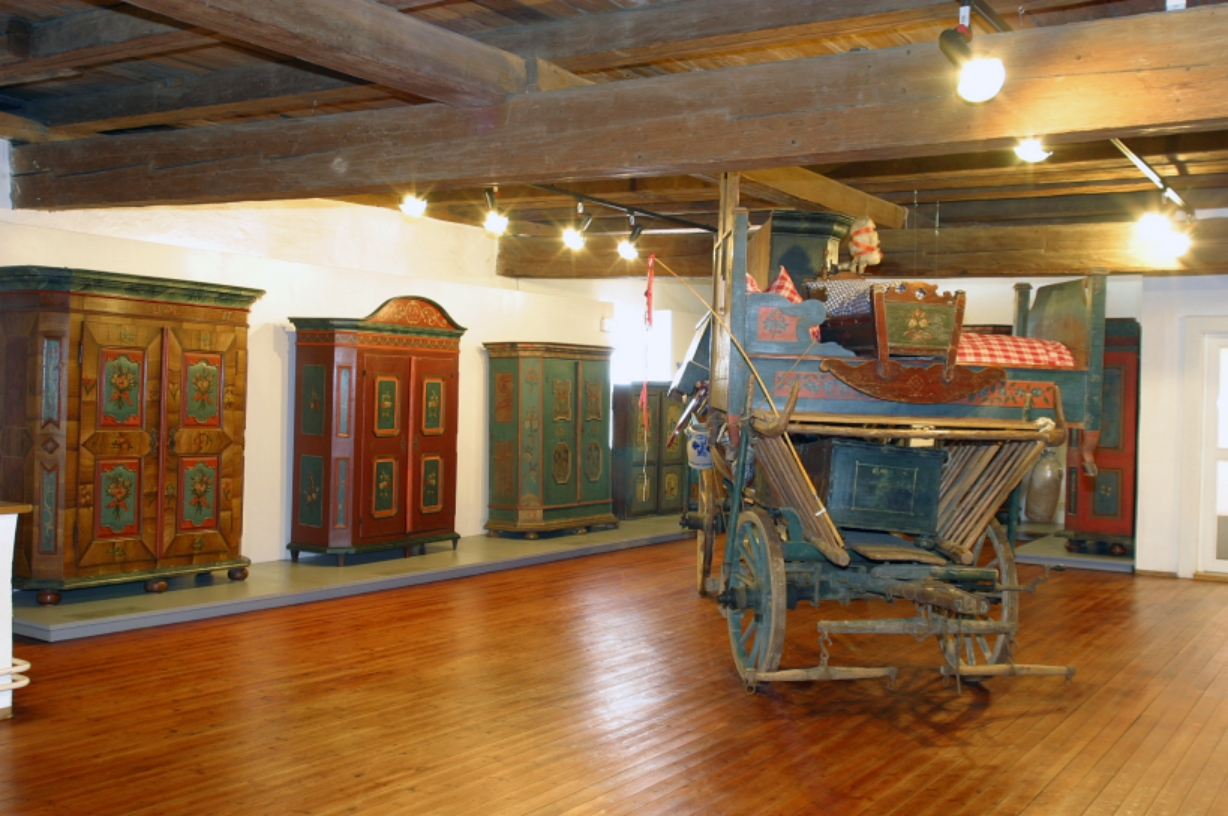
Hochzeitswagen

## Filme
Doku „Schatztruhe Spital“ über das Fichtelgebirgsmuseum, 15 min., 3sat